# Киген, Мозес
Мозес Киген (англ. Moses Kigen; род. 22 апреля 1973) — кенийский легкоатлет, специалист по бегу на средние и длинные дистанции, марафонец. Выступал на профессиональном уровне в 1990-х и 2000-х годах, чемпион Африки, победитель и призёр ряда крупных международных стартов на шоссе.

## Биография
Мозес Киген родился 22 апреля 1973 года.
Первого серьёзного успеха в лёгкой атлетике на международном уровне добился в сезоне 1996 года, когда вошёл в состав кенийской сборной и выступил на чемпионате Африки в Яунде, где одержал победу в зачёте бега на 1500 метров. Тогда же на соревнованиях в итальянском Риети установил свой личный рекорд в данной дисциплине — 3:32.84.
В последующие годы регулярно принимал участие в различных коммерческих стартах по всему миру, в начале карьеры бегал в основном по дорожке на средние дистанции, затем перешёл на длинные дистанции и бег по шоссе. Так, в 2005 и 2006 годах дважды подряд выигрывал престижный полумарафон CPC Loop Den Haag в Нидерландах.
В 2007 году с личным рекордом 1:00:39 финишировал пятым на Берлинском полумарафоне, стал вторым в беге на 5000 метров на Мемориале братьев Знаменских в Жуковском.
В 2009 году превзошёл всех соперников на Найробийском марафоне, при этом установил ныне действующий рекорд соревнований — 2:10:12.